# Cees Stam
Cees Stam (Koog aan de Zaan, 2 de novembro de 1945) é um desportista neerlandês que competiu em ciclismo na modalidade de pista, especialista na prova de meio-fundo. O seu filho Danny também foi ciclista profissional.
Ganhou 11 medalhas no Campeonato Mundial de Ciclismo em Pista entre os anos 1968 e 1979.

## Medalheiro internacional
| Campeonato Mundial | Campeonato Mundial            | Campeonato Mundial | Campeonato Mundial |
| Ano                | Lugar                         | Medalha            | Competição         |
| ------------------ | ----------------------------- | ------------------ | ------------------ |
| 1968               | Montevideo ( Uruguai)         | Medalha de prata   | Meio-fundo (A)     |
| 1969               | Brno ( Tchecoslováquia)       | Medalha de prata   | Meio-fundo (A)     |
| 1970               | Leicester ( Reino Unido)      | Medalha de ouro    | Meio-fundo (A)     |
| 1972               | Marselha ( França)            | Medalha de prata   | Meio-fundo (P)     |
| 1973               | San Sebastián ( Espanha)      | Medalha de ouro    | Meio-fundo (P)     |
| 1974               | Montreal ( Canadá)            | Medalha de ouro    | Meio-fundo (P)     |
| 1975               | Rocourt ( Bélgica)            | Medalha de prata   | Meio-fundo (P)     |
| 1976               | Monteroni di Lecce ( Itália)  | Medalha de prata   | Meio-fundo (P)     |
| 1977               | San Cristóbal ( Venezuela)    | Medalha de ouro    | Meio-fundo (P)     |
| 1978               | Munique ( Alemanha Ocidental) | Medalha de bronze  | Meio-fundo (P)     |
| 1979               | Amesterdão ( Países Baixos)   | Medalha de bronze  | Meio-fundo (P)     |

## Palmarés
- 1968

 Campeão dos Países Baixos de meio-fundo amador
- 1969

 Campeão dos Países Baixos de meio-fundo amador
- 1970

 Campeão do mundo em meio-fundo amador
 Campeão dos Países Baixos de meio-fundo amador
- 1971

 Campeão dos Países Baixos de meio-fundo
- 1972

 Campeão dos Países Baixos de meio-fundo
- 1973

 Campeão do mundo em meio-fundo
 Campeão dos Países Baixos de meio-fundo
- 1974

 Campeão do mundo em meio-fundo
Campeão de Europa de meio-fundo
 Campeão dos Países Baixos de meio-fundo
- 1976

Campeão de Europa de meio-fundo
- 1977

 Campeão do mundo em meio-fundo
- 1978

 Campeão dos Países Baixos de meio-fundo